# World RX de Portugal 2014
El World RX de Portugal 2014, oficialmente Bompiso Rallycross of Portugal fue la primera prueba de la Temporada 2014 del Campeonato Mundial de Rallycross. Se celebró del 3 al 4 de mayo de 2014 en la Pista Automovél de Montalegre ubicada en la ciudad de Montalegre, Distrito de Vila Real, Portugal.  
La prueba fue ganada por Petter Solberg quien consiguió su primera victoria de la temporada y de su carrera a bordo de su Citroën DS3, Andreas Bakkerud término en segundo lugar en su Ford Fiesta ST y Reinis Nitišs finalizó tercero con su Ford Fiesta.
En RX Lites, el sueco Sebatien Eriksson consiguió su primera victoria en la temporada, fue acompañado en el podio por sus compatriotas Kevin Eriksson y Richard Göransson. 

## Supercar

### Series
| Pos.            | No. | Piloto              | Equipo                  | Auto            | H1  | H2  | H3  | H4  | Pts |
| --------------- | --- | ------------------- | ----------------------- | --------------- | --- | --- | --- | --- | --- |
| 1               | 1   | Timur Timerzyanov   | Team Peugeot-Hansen     | Peugeot 208 T16 | 1º  | 1º  | 2º  | 3º  | 16  |
| 2               | 11  | Petter Solberg      | PSRX                    | Citroën DS3     | 2º  | DNF | 1º  | 1º  | 15  |
| 3               | 15  | Reinis Nitišs       | Ford Fiesta ST          | Ford Fiesta     | 9º  | 2º  | 3º  | 4º  | 14  |
| 4               | 57  | Toomas Heikkinen    | Volkswagen Polo         | Volkswagen Polo | 4º  | 4º  | 4º  | 7º  | 13  |
| 5               | 92  | Anton Marklund      | Marklund Motorsport     | Volkswagen Polo | 8º  | 3º  | 6º  | 6º  | 12  |
| 6               | 3   | Timmy Hansen        | Team Peugeot-Hansen     | Peugeot 208 T16 | 5º  | 14º | 5º  | 2º  | 11  |
| 7               | 13  | Andreas Bakkerud    | Olsbergs MSE            | Ford Fiesta ST  | 3º  | 5º  | DNF | 5º  | 10  |
| 8               | 22  | Koen Pauwels        | Koen Pauwels            | Ford Focus      | 7º  | 6º  | 11º | 10º | 9   |
| 9               | 12  | Alexander Hvaal     | PSRX                    | Citroën DS3     | 6º  | 9º  | 8º  | 16º | 8   |
| 10              | 47  | Ramona Karlsson     | Eklund Motorsport       | Saab 9-3        | 15º | 12º | 10º | 9º  | 7   |
| 11              | 66  | Derek Tohill        | LD Motorsports World RX | Citroën DS3     | 16º | 10º | 9º  | 11º | 6   |
| 12              | 26  | Andy Scott          | Albatec Racing          | Peugeot 208     | 10º | 8º  | 12º | DNF | 5   |
| 13              | 54  | Jos Jansen          | JJ Racing               | Ford Focus      | 14º | 11º | DNF | 14º | 4   |
| 14              | 41  | Joaquim Santos      | Joaquim Santos          | Ford Focus      | 12º | DNF | 13º | 15º | 3   |
| 15              | 21  | Bohdan Ludwiczak    | Now or Never            | Ford Fiesta     | 17º | 13º | 15º | 17º | 2   |
| 16              | 6   | Alexandre Theuil    | Alexandre Theuil        | Citroën DS3     | 11º | 7º  | DNF | DNS | 1   |
| 17              | 25  | Jacques Villeneuve  | Albatec Racing          | Peugeot 208     | 13º | 15º | DNS | 12º |     |
| 18              | 44  | Krzysztof Skorupski | Monster Energy World RX | Citroën DS3     | DNS | DNF | 14º | 8º  |     |
| 19              | 33  | Liam Doran          | Monster Energy World RX | Citroën DS3     | DNS | DNS | 7º  | 13º |     |
| Reporte Oficial |     |                     |                         |                 |     |     |     |     |     |

### Semifinales
Semifinal 1
| Pos.            | No. | Piloto            | Equipo                  | Tiempo     | Pts |
| --------------- | --- | ----------------- | ----------------------- | ---------- | --- |
| 1               | 15  | Reinis Nitišs     | Olsbergs MSE            | 04:09.108  | 6   |
| 2               | 13  | Andreas Bakkerud  | Olsbergs MSE            | +0.438     | 5   |
| 3               | 92  | Anton Marklund    | Marklund Motorsport     | +1.718     | 4   |
| 4               | 1   | Timur Timerzyanov | Team Peugeot-Hansen     | +2.032     | 3   |
| 5               | 66  | Derek Tohill      | LD Motorsports World RX | +13.693    | 2   |
| 6               | 12  | Alexander Hvaal   | PSRX                    | +3 Vueltas | 1   |
| Reporte Oficial |     |                   |                         |            |     |

Semifinal 2
| Pos.            | No. | Piloto           | Equipo              | Tiempo     | Pts |
| --------------- | --- | ---------------- | ------------------- | ---------- | --- |
| 1               | 11  | Petter Solberg   | PSRX                | 04:02.685  | 6   |
| 2               | 57  | Toomas Heikkinen | Marklund Motorsport | +2.917     | 5   |
| 3               | 22  | Koen Pauwels     | Koen Pauwels        | +10.069    | 4   |
| 4               | 3   | Timmy Hansen     | Team Peugeot-Hansen | +20.372    | 3   |
| 5               | 54  | Jos Jansen†      | JJ Racing           | +31.207    | 2   |
| 6               | 47  | Ramona Karlsson  | Eklund Motorsport   | +5 Vueltas | 1   |
| Reporte Oficial |     |                  |                     |            |     |

† Andy Scott se clasificó 12º en la clasificación general, sin embargo, no pudo tomar la parrilla de semifinales. A Jos Jansen se le permitió tomar su lugar.

### Final
| Pos.            | No. | Piloto           | Equipo              | Tiempo    | Pts |
| --------------- | --- | ---------------- | ------------------- | --------- | --- |
| 1               | 11  | Petter Solberg   | PSRX                | 04:02.081 | 8   |
| 2               | 13  | Andreas Bakkerud | Olsbergs MSE        | +2.358    | 5   |
| 3               | 15  | Reinis Nitišs    | Olsbergs MSE        | +3.048    | 4   |
| 4               | 57  | Toomas Heikkinen | Marklund Motorsport | +5.025    | 3   |
| 5               | 92  | Anton Marklund   | Marklund Motorsport | +5.901    | 2   |
| 6               | 22  | Koen Pauwels     | Koen Pauwels        | +10.790   | 1   |
| Reporte Oficial |     |                  |                     |           |     |

## RX Lites

### Series
| Pos.            | No. | Piloto             | Equipo                  | H1 | H2 | H3  | H4 | Pts |
| --------------- | --- | ------------------ | ----------------------- | -- | -- | --- | -- | --- |
| 1               | 11  | Sebastien Eriksson | Olsbergs MSE            | 2º | 1º | 1º  | 1º | 16  |
| 2               | 53  | Richard Göransson  | Olsbergs MSE            | 1º | 2º | 5º  | 4º | 15  |
| 3               | 13  | Daniel Holten      | Daniel Holten           | 4º | 4º | 2º  | 3º | 14  |
| 4               | 55  | Alexander Westlund | Westlund Entreprenad Ab | 8º | 6º | 3º  | 5º | 13  |
| 5               | 99  | Aron Domzala       | JC Raceteknik           | 9º | 5º | 4º  | 7º | 12  |
| 6               | 96  | Yigit Timur        | Toksport WRT            | 5º | 9º | 6º  | 6º | 11  |
| 7               | 27  | Daniel Björk       | Daniel Björk            | 6º | 7º | 8º  | 8º | 10  |
| 8               | 3   | Alejo Fernandez    | SET Promotion           | 7º | 8º | 7º  | 9º | 9   |
| 9               | 39  | Kevin Eriksson     | Olsbergs MSE            | 3º | 3º | DNS | 2º | 8   |
| Reporte Oficial |     |                    |                         |    |    |     |    |     |

### Semifinales
Semifinal 1
| Pos.            | No. | Piloto             | Equipo        | Tiempo    | Pts |
| --------------- | --- | ------------------ | ------------- | --------- | --- |
| 1               | 11  | Sebastien Eriksson | Olsbergs MSE  | 04:21.111 | 6   |
| 2               | 39  | Kevin Eriksson     | Olsbergs MSE  | +2.282    | 5   |
| 3               | 13  | Daniel Holten      | Daniel Holten | +3.023    | 4   |
| 4               | 27  | Daniel Björk       | Daniel Björk  | +5.327    | 3   |
| 5               | 99  | Aron Domzala       | JC Raceteknik | +11.075   | 2   |
| Reporte Oficial |     |                    |               |           |     |

Semifinal 2
| Pos.            | No. | Piloto             | Equipo                  | Tiempo    | Pts |
| --------------- | --- | ------------------ | ----------------------- | --------- | --- |
| 1               | 53  | Richard Göransson  | Olsbergs MSE            | 04:29.074 | 6   |
| 2               | 96  | Yigit Timur        | Toksport WRT            | +1.125    | 5   |
| 3               | 55  | Alexander Westlund | Westlund Entreprenad Ab | +2.229    | 4   |
| 4               | 3   | Alejo Fernandez    | SET Promotion           | +8.311    | 3   |
| Reporte Oficial |     |                    |                         |           |     |

### Final
| Pos.            | No. | Piloto             | Equipo                  | Tiempo    | Pts |
| --------------- | --- | ------------------ | ----------------------- | --------- | --- |
| 1               | 11  | Sebastien Eriksson | Olsbergs MSE            | 04:16.078 | 8   |
| 2               | 39  | Kevin Eriksson     | Olsbergs MSE            | +1.250    | 5   |
| 3               | 53  | Richard Göransson  | Olsbergs MSE            | +3.915    | 4   |
| 4               | 96  | Yigit Timur        | Toksport WRT            | +5.227    | 3   |
| 5               | 13  | Daniel Holten      | Daniel Holten           | +6.564    | 2   |
| 6               | 55  | Alexander Westlund | Westlund Entreprenad Ab | +6.877    | 1   |
| Reporte Oficial |     |                    |                         |           |     |